# Gmina Kungälv
Gmina Kungälv (szw. Kungälvs kommun) – gmina w Szwecji, w regionie Västra Götaland, z siedzibą w Kungälv.
Pod względem zaludnienia Kungälv jest 53. gminą z totalnie 290 w Szwecji. Zamieszkuje ją 47 050 osób, z czego 50,18% to kobiety i 49,82% to mężczyźni. Pod względem wielkości gmina zajmuje 212. miejsce.